# روحش شاد (ترانه ریتا اورا)
«روحش شاد» (به انگلیسی: R.I.P.) ترانه‌ای خوانندهٔ انگلیسی ریتا اورا به‌همراه رپر بریتانیایی تاینی تمپا از نخستین آلبوم استودیویی وی تحت عنوان اورا (۲۰۱۲) می‌باشد.